# Autókereskedők
Az Autókereskedők (Wheeler Dealers) autókkal foglalkozó ismeretterjesztő sorozat a Discovery Channel műsorán. A műsorban régi, mára legendássá vált autókat keresnek, vásárolnak és újítanak fel, majd adják tovább. Minden autóval két részen át foglalkoznak.
A műsorban Mike Brewer (magyar hangja az első évad pár részében Holl Nándor, a többi részben Tarján Péter) és Edd China (magyar hangja a korai évadokban Láng Balázs és Papp Dániel a 7-9. évadban Szabó Máté, a 9. évadtól Kisfalusi Lehel)  Ant Anstead (magyar hangja Horváth-Töreki Gergely) és Marc "Elvis" Priestley (magyar hangja Hamvas Dániel, egyes részekben Renácz Zoltán) szerepelnek. Mike dolga az autók megkeresése, megvásárlása, az alkatrészek megvásárlása és végül az autók értékesítése. Edd /Ant /Elvis pedig a szerelő szerepét tölti be, és általában minden javítást ő végez. Az autók fényezését viszont profi fényezőre bízzák.

## Évadok és epizódok

### Első évad (2003)
"Az első évadban az autókat 1000 £ költségvetésből újítják fel.
| Epizód | Autómárka               | Vételár | Végső költség | Eladási ár | Profit/veszteség |
| ------ | ----------------------- | ------- | ------------- | ---------- | ---------------- |
| 1/2    | Porsche 924             | £700    | £1,010        | £1,500     | + £490           |
| 3/4    | Saab 900 Turbo          | £600    | £1,035        | £1,200     | + £165           |
| 5/6    | Volkswagen Golf Mk1 GTI | £650    | £1,165        | £1,550     | + £385           |
| 7/8    | Austin Mini Mk1         | £300    | £1,100        | £1,300     | + £200           |
| 9/10   | Mercedes-Benz W123 230E | £400    | £977          | £1,500     | + £523           |
| 11/12  | Ford Capri Laser 1.6    | £400    | £945          | £700       | - £245           |

### Második évad (2004)
A második évadban az autókat 2000 £ költségvetésből újítják fel.
| Epizód | Autómárka            | Vételár | Végső költség | Eladási ár | Profit/veszteség |
| ------ | -------------------- | ------- | ------------- | ---------- | ---------------- |
| 1/2    | Toyota MR2 MKI       | £500    | £1,278        | £1,900     | + £622           |
| 3/4    | Peugeot 205 GTi 1.9  | £1,000  | £1,653        | £2,200     | + £547           |
| 5/6    | Suzuki SJ410         | £250    | £1,270        | £500       | - £770           |
| 7/8    | BMW E30 325i Touring | £950    | £1,792.50     | £1,900     | + £107.50        |
| 9/10   | MG B GT              | £1,000  | £2,600        | £2,850     | + £250           |
| 11/12  | Predator Beach Buggy | £200    | £3,700        | £3,900     | + £200           |

### Harmadik évad (2005)
A harmadik évadban az autókat 3000 £ költségvetésből újítják fel.
| Epizód | Autómárka                          | Vételár | Végső költség | Eladási ár | Profit/veszteség |
| ------ | ---------------------------------- | ------- | ------------- | ---------- | ---------------- |
| 1/2    | Volkswagen Transporter T3          | £1,100  | £3,825        | £1,500     | - £2,325         |
| 3/4    | Lancia Delta HF Integrale 8V       | £2,300  | £3,087        | £3,800     | + £713           |
| 5/6    | Mercedes-Benz 190E 2.3-16 Cosworth | £2,700  | £3,585        | £3,500     | - £85            |
| 7/8    | Range Rover Series I Vogue SE      | £1,600  | £2,035        | £2,000     | - £35            |
| 9/10   | Mazda MX-5 NA                      | £1,600  | £2,715        | £3,600     | + £885           |
| 11/12  | Porsche 928                        | £1,600  | £4,950        | £6,000     | + £1,050         |

### Negyedik évad (2006)
A negyedik évadban az autókra szánt költségvetés változó.
| Epizód | Autómárka                | Vételár | Végső költség | Eladási ár | Profit/veszteség |
| ------ | ------------------------ | ------- | ------------- | ---------- | ---------------- |
| 1/2    | Porsche 911 2.7S Targa   | £5,000  | £7,040        | £8,450     | + £1,410         |
| 3/4    | Jeep CJ7                 | £1,100  | £3,772        | £3,900     | + £128           |
| 5/6    | Alfa Romeo Spider Veloce | £2,200  | £3,125        | £4,500     | + £1,375         |
| 7/8    | BMW E24 635CSi           | £2,000  | £3,060        | £3,700     | + £640           |
| 9/10   | Chevrolet Corvette C4    | £2,100  | £3,021        | £3,800     | + £779           |
| 11/12  | Lexus LS400              | £1,300  | £3,108        | £3,300     | + £192           |

### Ötödik évad (2008)
| Epizód | Autómárka                          | Vételár         | Végső költség | Eladási ár | Profit/veszteség |
| ------ | ---------------------------------- | --------------- | ------------- | ---------- | ---------------- |
| 1/2    | Mercedes-Benz R107 280SL           | £5,400 (€6,900) | £6,920        | £7,900     | + £980           |
| 3/4    | Lotus Esprit S3                    | £3,600          | £4,385        | £6,200     | + £1,815         |
| 5/6    | Fiat 500                           | £2,300 (€2,900) | £5,700        | £6,500     | + £800           |
| 7/8    | Land Rover Series III Stage One V8 | £1,000          | £2,230        | £2,750     | + £520           |
| 9/10   | Citroën DS Super 5                 | £3,800 (€4,800) | £5,185        | £7,000     | + £1,815         |
| 11/12  | Bentley Mulsanne Turbo             | £3,250          | £6,200        | £8,000     | + £1,800         |

### Hatodik évad (2009)
| Epizód | Autómárka                | Vételár | Végső költség | Eladási ár | Profit/veszteség |
| ------ | ------------------------ | ------- | ------------- | ---------- | ---------------- |
| 1/2    | Triumph Spitfire 1500    | £2,400  | £3,432        | £4,600     | + £1,168         |
| 3/4    | Porsche 944 Turbo        | £2,800  | £5,660        | £6,650     | + £990           |
| 5/6    | Audi Quattro             | £3,800  | £4,568        | £5,450     | + £882           |
| 7/8    | Volkswagen Beetle        | £1,600  | £4,809        | £6,600     | + £1,791         |
| 9/10   | Jaguar XJS 3.6           | £1,000  | £1,691        | £2,450     | + £759           |
| 11/12  | Ferrari Dino 308 GT4     | £8,750  | £11,880       | £13,000    | + £1,120         |
| 13/14  | Mini City 1000           | £700    | £2,290        | £2,600     | + £310           |
| 15/16  | TVR S2                   | £2,550  | £3,040        | £4,250     | + £1,210         |
| 17/18  | Land Rover Discovery TDI | £1,500  | £2,731        | £3,000     | + £269           |
| 19/20  | BMW M3 E36 Convertible   | £4,500  | £5,580        | £5,950     | + £370           |

### Hetedik évad (2010)
2010 tavaszán mutatták be.
| Epizód | Autómárka                        | Vételár | Végső költség | Eladási ár | Profit/veszteség |
| ------ | -------------------------------- | ------- | ------------- | ---------- | ---------------- |
| 1      | Jensen Interceptor III           | £5,000  | £5,430        | £6,500     | + £1,070         |
| 2      | Ford Sierra Sapphire RS Cosworth | £4,100  | £5,920        | £6,200     | + £280           |
| 3      | Volkswagen T2 Panel Van          | £2,500  | £8,465        | £9,450     | + £985           |
| 4      | BMW 840Ci                        | £3,500  | £5,040        | £5,750     | + £710           |
| 5      | Triumph Stag                     | £3,400  | £4,529        | £5,500     | + £971           |
| 6      | Bond Bug 700ES                   | £2,500  | £3,261        | £5,550     | + £2,289         |
| 7      | Volvo P1800                      | £5,000  | £5,795        | £8,350     | + £2,555         |
| 8      | Land Rover Defender              | £3,000  | £5,677        | £6,000     | + £323           |
| 9      | Subaru Impreza WRX               | £3,250  | £5,255        | £5,400     | + £145           |
| 10     | Lotus Elan S1                    | £8,500  | £11,685       | £16,700    | + £5,015         |

### Nyolcadik évad (2011)
| Epizód | Autómárka                      | Vételár           | Végső költség | Eladási ár | Profit/veszteség |
| ------ | ------------------------------ | ----------------- | ------------- | ---------- | ---------------- |
| 1      | Jaguar E-Type Series 3         | £13,250           | £16,090       | £18,500    | + £2,410         |
| 2      | Mini Moke                      | £5,800            | £7,080        | £7,200     | + £120           |
| 3      | Range Rover P38                | £2,100.36         | £3,042        | £3,500     | + £458           |
| 4      | Austin-Healey "Frogeye" Sprite | £4,500            | £7,475        | £8,600     | + £1,125         |
| 5      | Saab 9-3 Turbo Convertible     | £2,400            | £3,350        | £3,750     | + £400           |
| 6      | Dodge Charger                  | £14,000 ($23,000) | £18,160       | £20,000    | + £1,840         |
| 7      | DeLorean DMC–12                | £9,650 ($15,500)  | £14,715       | £20,500    | + £5,785         |
| 8      | Chevrolet 3100 Stepside        | £5,400 ($8,650)   | £10,993       | £13,600    | + £2,607         |
| 9      | Volkswagen Karmann Ghia        | £6,000 ($10,000)  | £10,450       | £11,500    | + £1,050         |
| 10     | Chevrolet Bel Air 210          | £4,000 ($6,700)   | £13,504       | £16,000    | + £2,496         |

### Kilencedik évad (2012)
| Epizód | Autómárka              | Vételár           | Végső költség | Eladási ár | Profit/veszteség |
| ------ | ---------------------- | ----------------- | ------------- | ---------- | ---------------- |
| 1      | Fiat Dino Coupe 2400   | £12,500 (€15,000) | £14,480       | £15,500    | + £1,020         |
| 2      | Morgan +4              | £13,000           | £14,600       | £21,000    | + £6,400         |
| 3      | BMW E39 M5             | £4,000            | £5,770        | £6,500     | + £730           |
| 4      | Renault Alpine A310    | £12,000 (€14,000) | £13,500       | £13,500    | £0               |
| 5      | Porsche 914            | £4,000            | £5,310        | £8,250     | + £2,940         |
| 6      | Mercedes G-Wagen       | £9,500            | £11,463       | £12,000    | + £537           |
| 7      | Jaguar XK8             | £6,000            | £10,075       | £0         | - £10,075        |
| 8      | Gardner Douglas Cobra  | £17,500           | £21,030       | £23,000    | + £1,970         |
| 9      | Jaguar Mk2             | £6,800            | £7,804        | £9,000     | + £1,196         |
| 10     | Willys MB              | £8,000 ($13,000)  | £10,862       | £16,000    | + £5,138         |
| 11     | Nissan Skyline R33     | £3,000            | £3,655        | £4,500     | + £845           |
| 12     | Triumph TR6            | £6,000            | £7,050        | £8,500     | + £1,450         |
| 13     | BMW Isetta 300         | £6,800            | £10,500       | £12,000    | + £1,500         |
| 14     | Ford Mustang Fastback  | £13,000 ($21,000) | £18,320       | £25,000    | + £6,680         |
| 15     | Mercedes-Benz R170 SLK | £2,010            | £2,995        | £3,650     | + £655           |

### Tizedik évad (2013)
| Epizód | Autómárka                       | Vételár | Végső költség | Eladási ár | Profit/veszteség |
| ------ | ------------------------------- | ------- | ------------- | ---------- | ---------------- |
| 0      | Top Five: 80's Icons            | -       | -             | -          | -                |
| 1      | Aston Martin DB7                | £12,500 | £14,468       | £15,000    | + £532           |
| 2      | Ford Escort Mk1                 | £4.500  | £8.500        | £11.800    | + £3.300         |
| 3      | Range Rover L322 TD6 Vogue      | £5,000  | £9,565        | £10,500    | + £935           |
| 4      | Porsche Boxster                 | £1,000  | £3,540        | £6,400     | + £2,860         |
| 5      | Morris Minor Traveller          | £2,450  | £6,500        | £8,500     | + £2,000         |
| 6      | TVR Cerbera                     | £8,000  | £12,850       | 14,000     | + £1,150         |
| 7      | Lamborghini Urraco P250S        | £21,380 | £27,236       | £35,000    | + £7,764         |
| 8      | Ford Popular 103E Hot Rod       |         |               |            |                  |
| 9      | Chevrolet Corvette C2 Sting Ray |         |               |            |                  |
| 10     | FSM Syrena 105L                 |         |               |            |                  |
| 11     | Lotus Elise S2                  |         |               |            |                  |
| 12     | Cadillac Coupe de Ville         |         |               |            |                  |
| 13     | Top 5: Performance Cars         | -       | -             | -          | -                |

### Tizenegyedik évad (2014)
| Epizód | Autómárka                       | Vételár | Végső költség | Eladási ár | Profit/veszteség |
| ------ | ------------------------------- | ------- | ------------- | ---------- | ---------------- |
| 0      | Top 10: Edd-aches               | -       | -             | -          | -                |
| 1      | Ford Fiesta XR2                 |         |               |            |                  |
| 2      | Porsche 993 Targa               |         |               |            |                  |
| 3      | Mazda RX-7                      |         |               |            |                  |
| 4      | Citroën 2CV AZLP                |         |               |            |                  |
| 5      | Maserati 3200 GT                | £7,000  | £8,632        | £12,300    | + £3,668         |
| 6      | Chevrolet Camaro                | £7,500  | £15,000       | £24,000    |                  |
| 7      | Amphicar                        |         |               |            |                  |
| 8      | Ford Thunderbird                |         |               |            |                  |
| 9      | Jaguar XJ-C                     |         |               |            |                  |
| 10     | Audi TT Mk1                     |         |               |            |                  |
| 11     | Volkswagen Type 2 "Splitscreen" |         |               |            |                  |
| 12     | BMW Z1                          |         |               |            |                  |
| 13     | Darracq                         |         |               |            |                  |
| 14     | Lincoln Continental             |         |               |            |                  |
| 15     | Archive Show                    | -       | -             | -          | -                |

### Tizenkettedik évad (2015)
| Epizód | Autómárka                         | Vételár | Végső költség | Eladási ár | Profit/veszteség |
| ------ | --------------------------------- | ------- | ------------- | ---------- | ---------------- |
| 0      | Best of Wheeler Dealers Season 11 | -       | -             | -          | -                |
| 1      | Pontiac GTO                       |         |               |            |                  |
| 2      | Ford F-1                          |         |               |            |                  |
| 3      | MGA                               |         |               |            |                  |
| 4      | BMW 2002 tii                      | $7,750  |               |            |                  |
| 5      | AMC Pacer                         |         |               |            |                  |
| 6      | Datsun 240Z                       |         |               |            |                  |
| 7      | Volkswagen 181 Thing              |         |               |            |                  |
| 8      | DeSoto Firedome 8                 |         |               |            |                  |
| 9      | Best of USA                       |         |               |            |                  |
| 10     | Rover P5B                         |         |               |            |                  |
| 11     | Fiat Panda 4x4                    |         |               |            |                  |
| 12     | Alfa Romeo Alfasud                |         |               |            |                  |
| 13     | Caterham 7                        |         |               |            |                  |
| 14     | Ford Escort Mk2                   | 6750£   |               |            |                  |
| 15     | Messerschmitt KR200               |         |               |            |                  |
| 16     | Citroen HY Van                    |         |               |            |                  |
| 17     | VW Corrado                        | 1200£   | 2860£         | 5500£      |                  |
| 18     | Honda S2000                       |         |               |            |                  |
| 19     | Noble M12 GTO                     |         |               |            |                  |
| 20     | Best of UK                        | -       | -             | -          | -                |

### Tizenharmadik évad (2016-2017)
| Epizód | Autómárka             | Vételár | Végső költség | Eladási ár | Profit/veszteség |
| ------ | --------------------- | ------- | ------------- | ---------- | ---------------- |
| 1      | Mercedes 560SL        |         |               |            |                  |
| 2      | Volvo PV544           | $9000   | $11600        | $14500     |                  |
| 3      | Honda CVCC            |         |               |            |                  |
| 4      | Chevy LUV             | £1000   | £2555         | £3500      | £945             |
| 5      | Ford Mustang 5.0      |         |               |            |                  |
| 6      | Chevy Corvair         |         |               |            |                  |
| 7      | Land Rover Series IIA | $8000   | $15176        | $19000     | $3824            |
| 8      | Chevy Corvette        |         |               |            |                  |
| 9      | Best of 1-8           | -       | -             | -          | -                |
| 10     | Ford Bronco           |         |               |            |                  |
| 11     | Mercedes 500SEC       |         |               |            |                  |
| 12     | Porsche 912E          |         |               |            |                  |
| 13     | Chevrolet Camaro      |         |               |            |                  |
| 14     | Sunbeam Alpine        |         |               |            |                  |
| 15     | Humvee                |         |               |            |                  |
| 16     | Maserati Bi-Turbo     |         |               |            |                  |
| 17     | Cadillac V8           |         |               |            |                  |
| 18     | Best of               | -       | -             | -          | -                |

### Tizennegyedik évad (2017-2018)
| Epizód | Autómárka                   | Vételár | Végső költség | Eladási ár | Profit/veszteség |
| ------ | --------------------------- | ------- | ------------- | ---------- | ---------------- |
| 1      | Ford Escort RS Cosworth     |         |               |            |                  |
| 2      | Toyota Supra                |         |               |            |                  |
| 3      | Ford Mustang Mach 1         |         |               |            |                  |
| 4      | Saab 96                     |         |               |            |                  |
| 5      | Dodge A100 Van              |         |               |            |                  |
| 6      | Ford Ranchero               |         |               |            |                  |
| 7      | Mitsubishi 3000GT VR-4      |         |               |            |                  |
| 8      | Austin-Healey               |         |               |            |                  |
| 9      | The Best of Wheeler Dealers | -       | -             | -          | -                |
| 10     |                             |         |               |            |                  |
| 11     |                             |         |               |            |                  |
| 12     |                             |         |               |            |                  |
| 13     |                             |         |               |            |                  |
| 14     |                             |         |               |            |                  |
| 15     |                             |         |               |            |                  |
| 16     |                             |         |               |            |                  |

### Tizenötödik évad (2018-2019)
| Epizód | Autómárka                      | Vételár | Végső költség | Eladási ár | Profit/veszteség |
| ------ | ------------------------------ | ------- | ------------- | ---------- | ---------------- |
| 1      | Opel GT 1900                   |         |               |            |                  |
| 2      | Jeep Grand Wagoneer            |         |               |            |                  |
| 3      | Mini Cooper S MC40             |         |               |            |                  |
| 4      | Alfa Romeo Spider Quadrifoglio |         |               |            |                  |
| 5      | International Scout            |         |               |            |                  |
| 6      | Porsche 924                    |         |               |            |                  |
| 7      | Datsun 510                     |         |               |            |                  |
| 8      | Lancia Fulvia                  |         |               |            |                  |
| 9      | Mercury Capri                  |         |               |            |                  |
| 10     | Toyota MR2 Turbo               |         |               |            |                  |
| 11     | Volvo 850 T-5R Wagon           |         |               |            |                  |
| 12     | Jensen-Healey                  | $9198   | 9500          |            |                  |
| 13     |                                |         |               |            |                  |
| 14     |                                |         |               |            |                  |
| 15     |                                |         |               |            |                  |
| 16     |                                |         |               |            |                  |
| 17     |                                |         |               |            |                  |
| 18     |                                |         |               |            |                  |
| 19     |                                |         |               |            |                  |
| 20     | Mercedes-Benz E55 AMG          |         |               |            |                  |
| 21     |                                |         |               |            |                  |
| 22     |                                |         |               |            |                  |
| 23     |                                |         |               |            |                  |
| 24     |                                |         |               |            |                  |
| 25     |                                |         |               |            |                  |

### Tizenhatodik évad
| Epizód | Autómárka | Vételár | Végső költség | Eladási ár | Profit/veszteség |
| ------ | --------- | ------- | ------------- | ---------- | ---------------- |
| 1      |           |         |               |            |                  |
| 2      |           |         |               |            |                  |
| 3      |           |         |               |            |                  |
| 4      |           |         |               |            |                  |
| 5      |           |         |               |            |                  |
| 6      |           |         |               |            |                  |
| 7      |           |         |               |            |                  |
| 8      |           |         |               |            |                  |
| 9      |           |         |               |            |                  |
| 10     |           |         |               |            |                  |
| 11     |           |         |               |            |                  |
| 12     |           |         |               |            |                  |
| 13     |           |         |               |            |                  |
| 14     |           |         |               |            |                  |